# 이수 (명리학자)
이수(李修, 음력 1965년 7월 30일 ~ )는 대한민국의 명리학자, 역술가, 저작가이다. 본명은 이지승(李志承)이며 이수(李修)는 자호이자 필명이다. 부산광역시에서 태어나고 서울특별시에서 자랐다.
중국 본토의 명리학 고전을 독창적으로 해석한 <<적천수 적요>>(민난어: 武陵出版有限公司, 2003)를 출간하였다. 명리를 해석하는 관법을 체계적으로 정리하여 수십 권의 이론서를 출간하고, 이수명리학파를 창시하였다. 또한 한국에서 면면히 계승되어 온 고법 명리학 계열의  <<당사주(唐四柱)>>를 바탕으로 한국의 자생적 명리학인 오자술(五字術)을 창시하였다.

## 약력
- [명지대학교, 서강대학원] 경제학부 졸업
- 전 (주)애스크퓨처 닷컴 대표이사
- 전 스포츠조선 퓨처미디어(SCFM)대표이사 이사 역임
- 이수명리학파 창시
- 대한민국 특공대 전우회 회장
- (주)타이밍캐처(Timing Catcher)회장

## 출판 활동

### 저서
- 《당사주(唐四柱)》(동학사, 1997)
- 《주가 등락 알 수 있다》(애퓨북스, 2001)
- 《적천수(滴天髓) 써머리》(동학사, 2001)
- 《滴天髓摘要》(臺灣: 武陵出版有限公司, 2003)
- 《데쓰블로, 팔자술 필살기(八字術 必殺技)》(집재출판, 2004)
- 《부자의 운명으로 갈아타라》(매일경제신문사, 2004)
- 《데쓰블로, 팔자술 필살기》(장서원, 2004)
- 《펑수이 큐어》(찬섬, 2004)
- 《CEO 풍수학》(장서원, 2005)
- 《자평진전(子平眞詮) 리뷰-I》(장서원, 2005)
- 《자평진전(子平眞詮) 리뷰-II》(장서원, 2005)
- 《팔자술 파이널블로 》(장서원, 2005)
- 《적천수적요(滴天髓摘要) 해설》(장서원, 2006)
- 《적천수(滴天髓) 스펙트럼-I》(장서원, 2006)
- 《적천수(滴天髓) 스펙트럼-II》(장서원, 2006)
- 《난강망(爛江網) 마스터리-I》(장서원, 2006)
- 《난강망(爛江網) 마스터리-II》(장서원, 2006)
- 《난강망(爛江網) 마스터리-III》(장서원, 2006)
- 《(八字入門 시리즈 1) The Sexagenary Cycle-간지팔자(干支八字)》(장서원, 2007)
- 《(八字入門 시리즈 2) The Five Element-오행십성(五行十星)》(장서원, 2007)
- 《(八字入門 시리즈 3) The Rise and Fall-생왕사절(生旺死絶)》(장서원, 2007)
- 《(八字入門 시리즈 4) Phases of the Bazi-육신물상(六神物象)》(장서원, 2007)
- 《(八字入門 시리즈 5) Touching the Void-공방비약(空亡秘鑰)》(장서원, 2007)
- 《(八字入門 시리즈 6) The Kaleidoscope of life-형충회합(刑沖會合)》(장서원, 2007)
- 《팔자허자론(八字虛字論)》(장서원, 2008)
- 《명리36금수(命理36禽獸)》(장서원, 2008)
- 《줄라지컬 훼이털리즘(Zoological Fatalism)》(애스크퓨처북스, 2010)
- 《레드북(Red Book)》(장서원, 2010)
- 《이표신기 1권》(장서원, 2012)
- 《줄라지컬 훼이털리즘(Zoological Fatalism)》오자술판 (장서원, 2013)
- 《줄라지컬 훼이털리즘(Zoological Fatalism)》팔자술판 (장서원, 2013)

### 감수

#### 팔자술 관련 저술 감수
- 송은경,《팔자래정(八字來情)》(장서원, 2008)
- 박염, 《형충회합정해(刑沖會合精解)》(장서원, 2008)
- 최이린, 《포태진기(胞胎珍技)》(장서원, 2008)
- 우석현, 《명리물상실전 57초(命理物象實戰 57招)》(장서원, 2008)
- 신익수, 《한 권으로 읽는 이수명리학 》(장서원, 2009)
- 신윤석 외, 《공망비약십팔기(空亡秘鑰十八技) 》(장서원, 2008)
- 최이린, 《육십갑자(六十甲子) 인간학》(장서원, 2008)
- 전경백, 《오행간지총론(五行干支總論)》(장서원, 2008)
- 천세진 외, 《신살괄요(神殺括要)》(장서원, 2008)
- 인선준, 《이수명리 팔자술종결 강의록》(장서원, 2012)
- 권정숙, 《팔자명리 고전의 이해》(장서원, 2013)

#### 오자술 관련 저술 감수
- 황인희 외, 《십이운수(十二運數)》(장서원, 2009)
- 임태희 외, 《간파명운(看破命運)》(장서원, 2009)
- 김상회, 《행운을부르는특급비결》(장서원, 2009)
- 황정원, 《오자술(五字術) 매트릭스》(장서원, 2010)